# Spilopera chosenibia
Spilopera chosenibia är en fjärilsart som beskrevs av Felix Bryk 1948. Spilopera chosenibia ingår i släktet Spilopera och familjen mätare. Inga underarter finns listade i Catalogue of Life.